# Anna Kasprzak
Anna Kasprzak (Grevenbroich, RFA, 8 de diciembre de 1989) es una jinete danesa que compite en la modalidad de doma.
Ganó una medalla de plata en el Campeonato Europeo de Doma de 2017, en la prueba por equipos. Participó en dos Juegos Olímpicos de Verano, ocupando el cuarto lugar en Londres 2012 y el sexto en Río de Janeiro 2016, en la misma prueba.

## Palmarés internacional
| Campeonato Europeo | Campeonato Europeo  | Campeonato Europeo | Campeonato Europeo |
| Año                | Lugar               | Medalla            | Categoría          |
| ------------------ | ------------------- | ------------------ | ------------------ |
| 2017               | Gotemburgo (Suecia) | Medalla de plata   | Por equipos        |